# Dodoma (região)
Dodoma é uma região da Tanzânia. Sua capital é a cidade de Dodoma.

## Distritos
- Dodoma Urban
- Dodoma Rural
- Kondoa
- Mpwapwa
- Kongwa